# Antirhea inconspicua
Antirhea inconspicua är en måreväxtart som först beskrevs av Berthold Carl Seemann, och fick sitt nu gällande namn av Erling Christophersen. Antirhea inconspicua ingår i släktet Antirhea och familjen måreväxter. Inga underarter finns listade i Catalogue of Life.